# Neoascia podagrica
Neoascia podagrica là một loài ruồi trong họ Ruồi giả ong (Syrphidae). Loài này được Fabricius mô tả khoa học đầu tiên năm 1775. Neoascia podagrica phân bố ở vùng Cổ Bắc giới